# Ridgeland (Metro de Chicago)
Ridgeland es una estación en la línea Verde del Metro de Chicago. La estación se encuentra localizada en 36 South Ridgeland Avenue en Oak Park, Illinois. La estación Ridgeland fue inaugurada el 25 de enero de 1901.  La Autoridad de Tránsito de Chicago es la encargada por el mantenimiento y administración de la estación. Al norte de la estación se encuentra la línea Union Pacific/West de Metra.

## Descripción
La estación Ridgeland cuenta con 1 plataforma central y 2 vías. 

## Conexiones
La estación es abastecida por las siguientes conexiones: 
- CTA: #N20 Madison (nocturno) #86 Narragansett/Ridgeland
Pace: #309 Lake Street #313 St. Charles Road #315 Austin-Ridgeland